# Fontein van Montzen

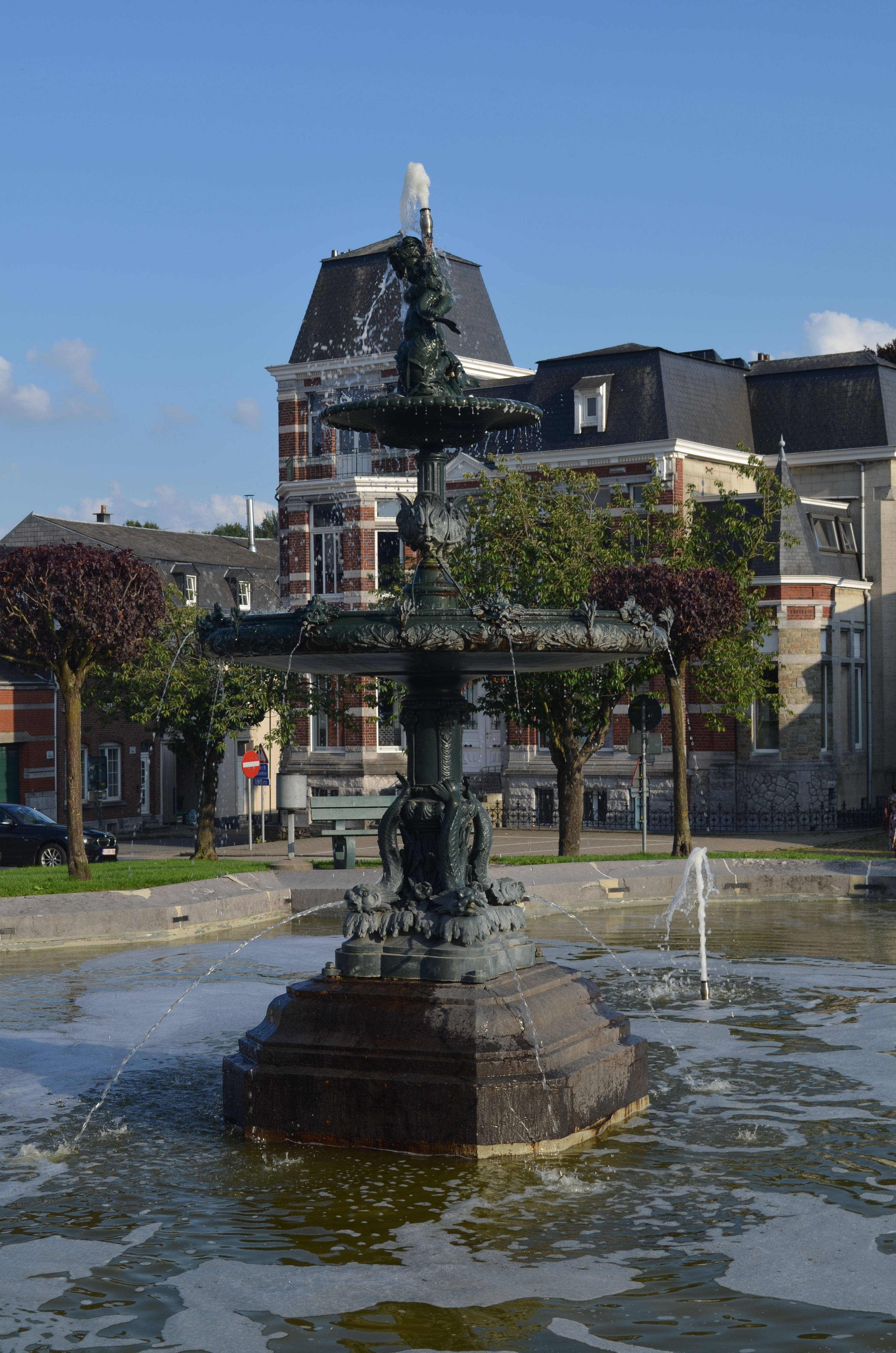
Fontein van Montzen

De Fontein van Montzen bevindt zich in de tot de Belgische gemeente Plombières behorende plaats Montzen, op het Place Communale.
De in een plantsoen gelegen gietijzeren fontein werd op 30 mei 1889 in gebruik gesteld. Deze werd door een notabele uit Montzen aan de gemeente geschonken om te herdenken dat de plaats, nadat in 1870 nog een geval van cholera was geconstateerd, weer over zuiver water kon beschikken. De fontein bestaat uit twee bassins, waarboven een allegorisch beeldje van een gevleugeld kind dat een vis vangt. Ook verder zijn veel ornamenten aangebracht die naar water verwijzen, zoals zeemonsters en schelpen.
De fontein werd gemaakt door J.G.Requilé en J.M. Pecqueur.
Een soortgelijke fontein, maar zonder gevleugeld kind, bevindt zich nabij de kerk.